# 14182 Alley
14182 Alley (1998 WG12) là một tiểu hành tinh vành đai chính được phát hiện ngày 21 tháng 11 năm 1998 bởi Nhóm Nghiên cứu Thiên thạch gần Trái Đất thuộc phòng thí nghiệm Lincoln ở Socorro.